# Flixecourt
Flixecourt est une commune française située dans le département de la Somme en région Hauts-de-France.

## Géographie

### Localisation
Flixecourt est un bourg picard situé au croisement entre l'Amiénois, le Ponthieu et le Vimeu.
À vol d'oiseau, la commune est située à 7 km à l'est de Longpré-les-Corps-Saints, 8 km au sud-ouest de Domart-en-Ponthieu, 10 km au sud-est d'Ailly-le-Haut-Clocher, 20 km au nord-ouest d'Amiens et à 21 km au sud-est d'Abbeville.
Le territoire de la commune est limitrophe de ceux de sept communes.
Les communes limitrophes sont Belloy-sur-Somme, Bettencourt-Saint-Ouen, Bourdon, L'Étoile, Hangest-sur-Somme, Saint-Ouen et Ville-le-Marclet.

### Géologie et relief
Le terrain de la commune est à dominante calcaire, argileux en bas de la côte sud. Dans la vallée, le sol est tourbeux à l'ouest.
Le relief de la commune est celui d'une vallée encaissée, encadrée de chaque côté par une colline. La vallée offre également un paysage de marais façonnés par l'homme.

### Hydrographie

#### Réseau hydrographique
La commune est située dans le bassin Artois-Picardie. Elle est drainée par la Somme canalisée, la dérivation de la Nièvre, le bras de décharge aval rg ecl 21 Labreilloire de vanne bras de décharge au canal de la Somme, l'hangest et divers autres petits cours d'eau.
Le canal de la Somme, construit entre 1770 et 1827, et mis au gabarit Freycinet en 1880, est long 170 km. Il débute à Saint-Simon où il touche au canal de Saint-Quentin et débouche dans la baie de Somme.
La Nièvre, d'une longueur de 22 km, prend sa source dans la commune de Naours et se jette  dans la Somme canalisée à L'Étoile, après avoir traversé 13 communes. Les caractéristiques hydrologiques de la Nièvre sont données par la station hydrologique située sur la commune. Le débit moyen mensuel est de 2,07 m3/s. Le débit moyen journalier maximum est de 5,19 m3/s, atteint lors de la crue du 28 mai 2018. Le débit instantané maximal est quant à lui de 8,97 m3/s, atteint le même jour.

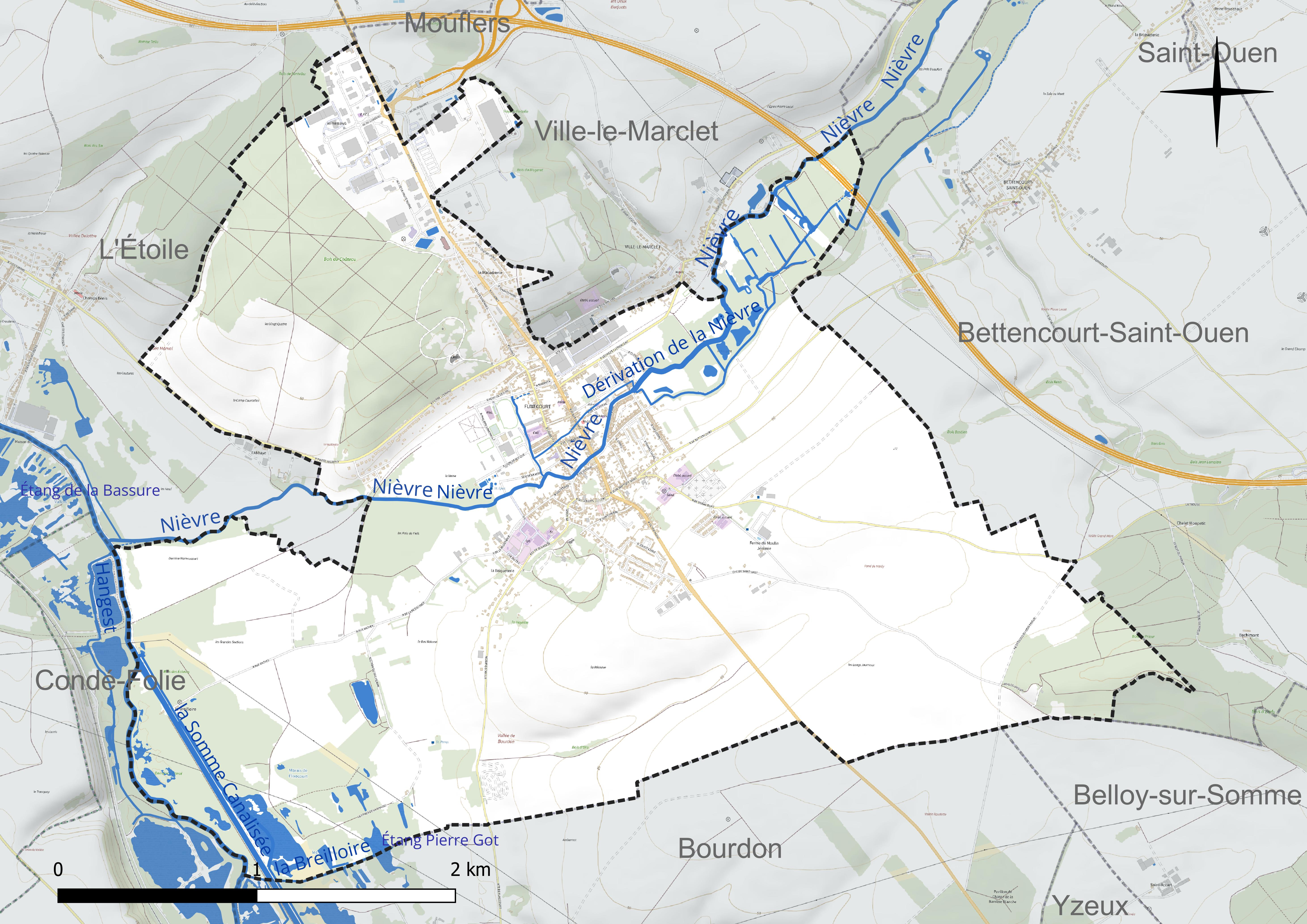
Réseau hydrographique de Flixecourt.

Un plan d'eau complète le réseau hydrographique : l'étang Pierre Got, d'une superficie totale de 1,8 ha (1 ha sur la commune),.

#### Gestion et qualité des eaux
Le territoire communal est couvert par le schéma d'aménagement et de gestion des eaux (SAGE) « Somme aval et Cours d'eau côtiers ». Ce document de planification concerne un territoire de 1 835 km2 de superficie, délimité par le bassin versant de la Somme canalisée. Le périmètre a été arrêté le 29 avril 2010 et le SAGE proprement dit a été approuvé le 6 août 2019. La structure porteuse de l'élaboration et de la mise en œuvre est le syndicat mixte d'aménagement hydraulique du bassin versant de la Somme (AMEVA).
La qualité des cours d'eau peut être consultée sur un site dédié géré par les agences de l'eau et l'Agence française pour la biodiversité.

### Climat
Pour des articles plus généraux, voir Climat des Hauts-de-France et Climat de la Somme.
En 2010, le climat de la commune est de type climat océanique altéré, selon une étude du CNRS s'appuyant sur une série de données couvrant la période 1971-2000. En 2020, Météo-France publie une typologie des climats de la France métropolitaine dans laquelle la commune est exposée à un climat océanique et est dans la région climatique Côtes de la Manche orientale, caractérisée par un faible ensoleillement (1 550 h/an) ; forte humidité de l'air (plus de 20 h/jour avec humidité relative > 80 % en hiver), vents forts fréquents.
Pour la période 1971-2000, la température annuelle moyenne est de 10,4 °C, avec une amplitude thermique annuelle de 13,1 °C. Le cumul annuel moyen de précipitations est de 735 mm, avec 11,8 jours de précipitations en janvier et 8,3 jours en juillet. Pour la période 1991-2020, la température moyenne annuelle observée sur la station météorologique la plus proche, située sur la commune de Bernaville à 15 km à vol d'oiseau, est de 10,4 °C et le cumul annuel moyen de précipitations est de 877,3 mm,. Pour l'avenir, les paramètres climatiques de la commune estimés pour 2050 selon différents scénarios d'émission de gaz à effet de serre sont consultables sur un site dédié publié par Météo-France en novembre 2022.

## Urbanisme

### Typologie
Au 1er janvier 2024, Flixecourt est catégorisée bourg rural, selon la nouvelle grille communale de densité à sept niveaux définie par l'Insee en 2022.
Elle appartient à l'unité urbaine de Flixecourt, une agglomération intra-départementale regroupant deux  communes, dont elle est ville-centre,,. Par ailleurs la commune fait partie de l'aire d'attraction d'Amiens, dont elle est une commune de la couronne,. Cette aire, qui regroupe 369 communes, est catégorisée dans les aires de 200 000 à moins de 700 000 habitants,.

### Occupation des sols
L'occupation des sols de la commune, telle qu'elle ressort de la base de données européenne d'occupation biophysique des sols Corine Land Cover (CLC), est marquée par l'importance des territoires agricoles (57,8 % en 2018), en diminution par rapport à 1990 (64,1 %). La répartition détaillée en 2018 est la suivante : 
terres arables (49,2 %), forêts (24,5 %), zones urbanisées (13,6 %), prairies (5,3 %), zones industrielles ou commerciales et réseaux de communication (3,3 %), zones agricoles hétérogènes (3,2 %), eaux continentales (0,9 %). L'évolution de l'occupation des sols de la commune et de ses infrastructures peut être observée sur les différentes représentations cartographiques du territoire : la carte de Cassini (XVIIIe siècle), la carte d'état-major (1820-1866) et les cartes ou photos aériennes de l'IGN pour la période actuelle (1950 à aujourd'hui).

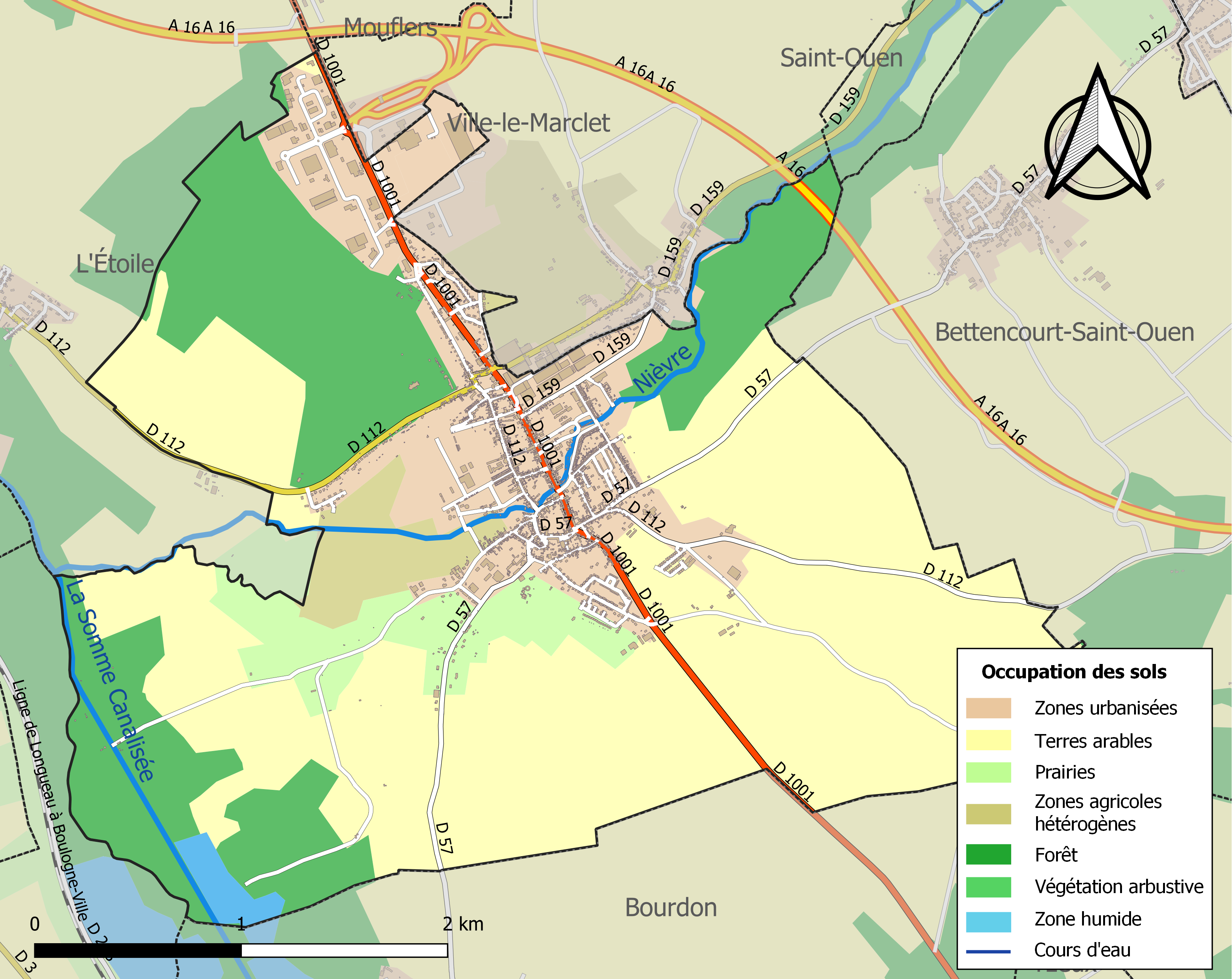
Carte des infrastructures et de l'occupation des sols de la commune en 2018 (CLC).

### Habitat et logement
En 2019, le nombre total de logements dans la commune était de 1 454, alors qu'il était de 1 360 en 2014 et de 1 298 en 2009.
Parmi ces logements, 90,3 % étaient des résidences principales, 0,6 % des résidences secondaires et 9,2 % des logements vacants. Ces logements étaient pour 67,9 % d'entre eux des maisons individuelles et pour 31,9 % des appartements.
Le tableau ci-dessous présente la typologie des logements à Flixecourt en 2019 en comparaison avec celle de la Somme et de la France entière. Une caractéristique marquante du parc de logements est ainsi une proportion de résidences secondaires et logements occasionnels (0,6 %) très inférieure à celle du département (1,5 %) etr' à celle de la France entière (9,7 %). Concernant le statut d'occupation de ces logements, 69,1 % des habitants de la commune sont propriétaires de leur logement (70,3 % en 2014), contre 55,7 % pour la Somme et 57,5 pour la France entière.
| Typologie                                               | Flixecourt | Somme | France entière |
| ------------------------------------------------------- | ---------- | ----- | -------------- |
| Résidences principales (en %)                           | 90,3       | 88,3  | 82,1           |
| Résidences secondaires et logements occasionnels (en %) | 0,6        | 1,5   | 9,7            |
| Logements vacants (en %)                                | 9,2        | 10,2  | 8,2            |

### Voies de communication et transports
- La commune est traversée par la route départementale 1001 qui relie Amiens à Abbeville.
- la localité est desservie en 2019 par les lignes de bus du réseau Trans'80 (axe Abbeville - Flixecourt - Amiens, ligne no 17), chaque jour de la semaine, sauf le dimanche et les jours fériés[24].

## Toponymie
La commune prendra les noms de Flessicort en 1110 ; Flescicort en 1139 ; Flessicourt en 1146 ; Flescicurt en 1147 ; Flessicurt en 1151 ; Flexicurtis — Frixicuriæ en 1157 ; Flexicort en 1239 ; Fleschicourt en 1248 ; Flixicourt en 1270 ; Flessicuria en 1275 ; Flissicourt en 1301 ; Flechicourt en 1313 ; Flexicourt en 1479 ; Flixcourt en 1507 ; Flixecourt en 1507 ; Fliscourt en 1521 ; Flichecourt en 1567.
Il y a plusieurs versions quant à l'origine du nom de la commune.
Les habitants assignaient à Flixecourt une origine française, tirée selon eux de la tour de l'église qui se termine par une flèche très courte, d'où serait venu Flèchecourte, puis Flichecourt et enfin Flixecourt. Cependant la flèche de l'église, qui fut renversée par de très forts vents, était proportionnée à l'ensemble de l'édifice
Plus conforme aux connaissances actuelles, Flixecourt serait un terme de formation germano-romane. Le suffixe « court », serait un dérivé du terme latin Curtis désignant une cour de ferme, une ferme puis un village. Le préfixe « Flixe » serait lui un dérivé du nom germanique d'un des propriétaires du lieu après les Invasions barbares des Ve siècle et VIe siècle.
Une autre explication est moins convaincante : le nom de Flixecourt serait emprunté à la langue latine et tirerait sa signification de sa position topographique. Dans les chartes du XIIe siècle, on utilisait les deux mots Flexi-Curia pour désigner un endroit bâti entre deux collines sur un terrain formant une courbe. La locution Flexi-Curia aurait alors dérivé en Flixecourt au fil des siècles.

## Histoire

### Antiquité
Des monnaies romaines, des casques, des épées et des tombeaux en pierre ont été trouvés en grande quantité. Ils suggèrent que Flixecourt a été le siège d'une « villa romaine. »

### Moyen Âge
La motte castrale de Flixecourt était située près des moulins sur la rive gauche de la Nièvre. Le vieux château, construit sur la motte, disparaît à la fin de l'Ancien Régime. La motte castrale a été arasée en octobre 2020.
La seigneurie de Flixecourt fut, au XIIe siècle, un fief de la châtellenie d'Amiens. En 1145 est créé à Flixecourt un prieuré dépendant de l'Abbaye Saint-Lucien de Beauvais, il bénéficiait de la totalité de la dîme collectée dans le village.
Le village est constitué en commune par une charte communale accordée par Renaud d'Amiens, seigneur de Flixecourt, avant 1205, année où le mayeur et les échevins créent une maladrerie pour permettre aux lépreux, en route pour l'hospice des Frères du Val, de passer la nuit.
Par alliance, le fief de Flixecourt fut ensuite partagé entre la famille de Louvencourt, puis entre la famille de Fieffes. Ces derniers y firent construire un prieuré, dont ils confièrent la gestion, comme il était d'usage, au vidame de Picquigny. Le village qui s'établit à cet endroit comptait 140 feux, selon un pouillé de 1301, à l'aube de la guerre de Cent Ans.

### Époque moderne
En 1504, le village de Flixecourt est pillé par les Anglais. En 1548, Flixecourt ne comptait plus que 40 feux.
En 1545, Charles d'Ailly obtient du roi la création d'un marché hebdomadaire ; privilège reconduit au bénéfice de son successeur, Louis d'Ailly, en 1567. En 1603, un grave incendie a détruit la moitié du village. L'église, que l'on peut voir aujourd'hui, a été édifiée en 1721.
« En 1575, le vidame d'Amiens, seigneur de Flixecourt, réglait la justice de Flixecourt avec les mayeur et échevins, auxquels étaient attribuées la connaissance des cas civils en roture, saisines, etc »
Des vestiges d'un château ont été retrouvés près de l'emplacement actuel de l'église. Ce château est mentionné dans un acte notarial de 1618, par lequel le seigneur, Philibert-Emmanuel d'Ailly, accorde l'édifice en viager à un certain Louis de la Massonière, à charge pour lui de financer les réparations. À la veille de la Révolution française, le château appartenait aux Croquoison de la cour de Fieffes.
Vers cette époque, une proto-industrie existe : on exploite la tourbe et on travaille au peignage de la laine.
En 1729, La dîme était perçue pour 2/3 de son montant par le prieur de Flixecourt et le dernier tiers par le curé de la paroisse.
En 1743, est construite une école pour jeunes filles, confiée à des religieuses de la Providence de Rouen.
En 1744, 1748 et 1751, des inondations de la Nièvre font des ravages considérables au village.

#### Circonscriptions d'Ancien Régime
Flixecourt était une paroisse du doyenné de Vignacourt, archidiaconé et diocèse d'Amiens. Sur le plan civil et militaire, elle relevait de la prévôté de Beauquesne et du bailliage d'Amiens jusqu'en 1748, puis du  bailliage et siège présidial d'Amiens ; élections de Doullens et d'Abbeville, en partie, intendance de Picardie.

### Révolution française et Empire
Le château, construit par Louis de la Marsonnière en 1598, est en ruines à la Révolution. Appartenant à la famille De Crocquoison en 1775, une demeure le remplaçant est construite dans le prolongement de la route de Bourdon qui deviendra le Château Hesse.
Après la Révolution française, ce sont deux sœurs de la Sainte Famille qui assurent l'enseignement des jeunes filles à Flixecourt.
En 1815, on dénombre deux moulins à eau et deux moulins à vent.

### Époque contemporaine
Le chemin de fer est à l'origine du développement industriel de Flixecourt et de ses environs. Le 15 mars 1847 est mise en service la section d'Amiens à Abbeville de la ligne Amiens - Boulogne-sur-Mer, puis, le 11 avril 1874, la ligne de Canaples à Longroy - Gamaches avec une gare à Flixecourt comprenant des voies de service et embranchement particulier.

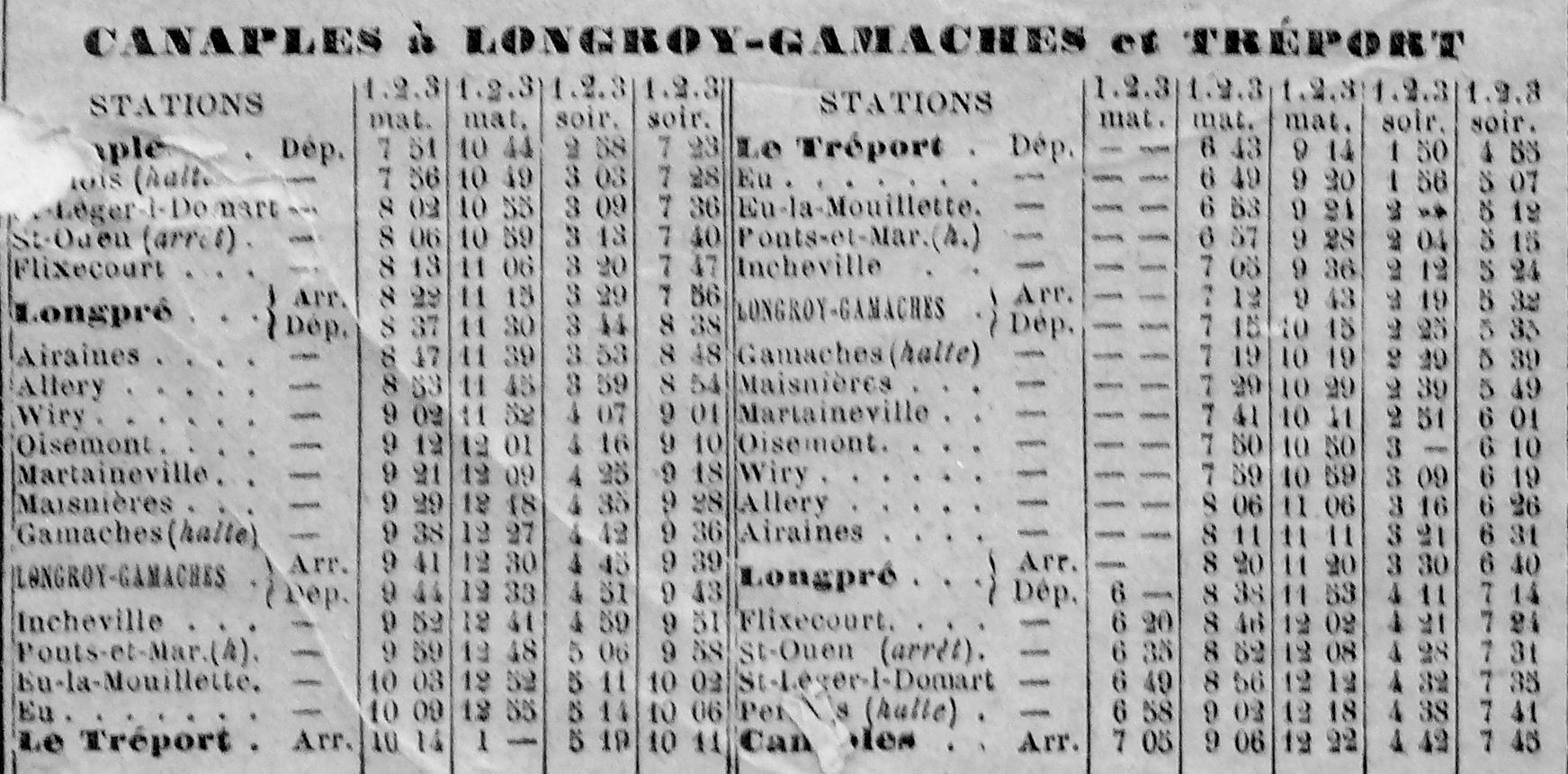
Horaires de la ligne de Canaples à Longroy - Gamaches en 1890.

#### Naissance et développement de l'industrie textile

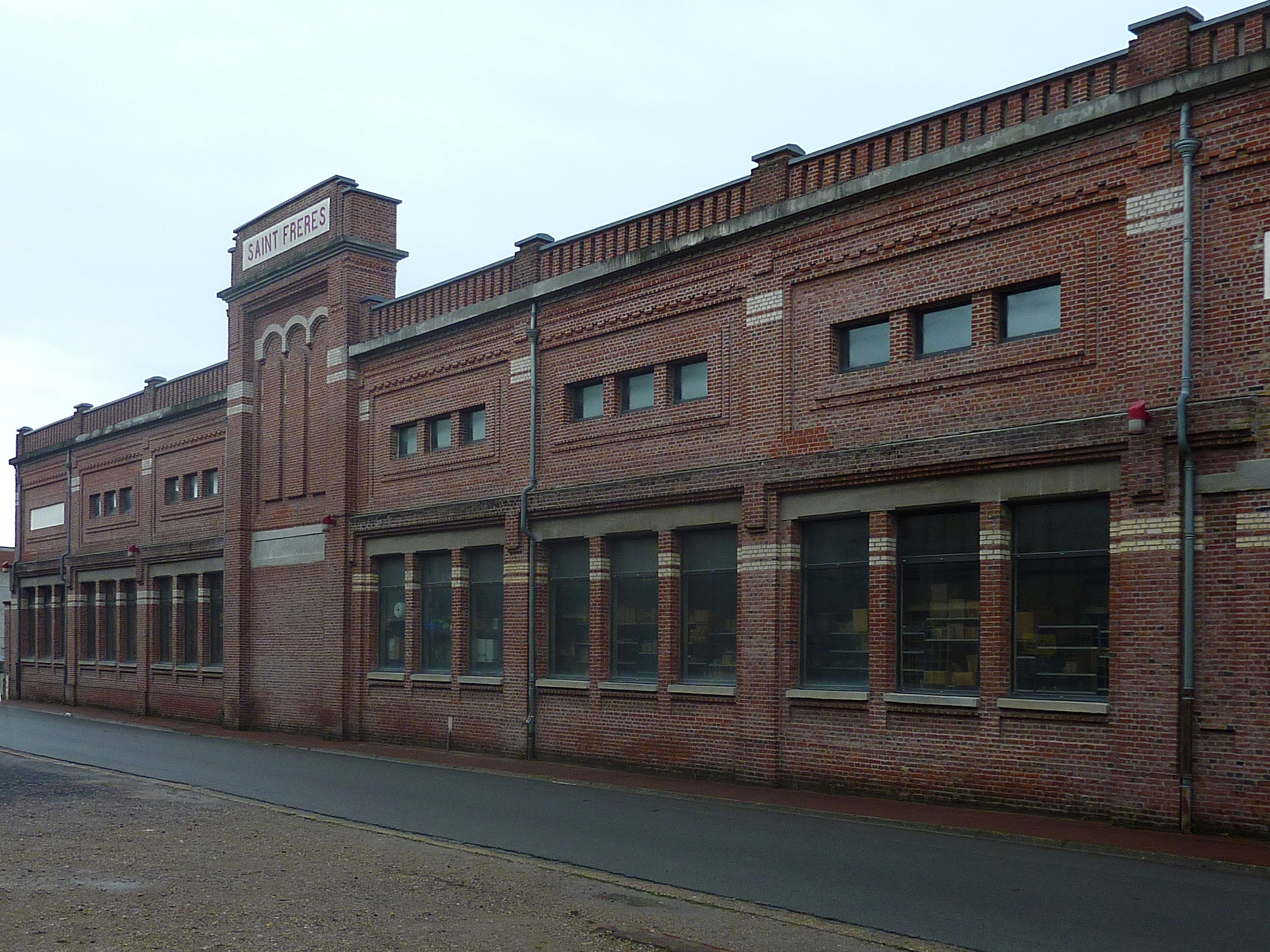
Ancienne manufacture des frères Saint.

C'est la découverte d'une fibre nouvelle, le jute, qui change le destin de la ville et de toute la région. Grâce à l'industrie textile, la commune connaît  un doublement de sa population au cours du XIXe siècle. Cette forte croissance a entraîné une extension du tissu urbain par la construction de cités ouvrières.
Vers 1840, les Saint, négociants en toile d'emballage établis à Rouen, découvrent cette toile importée des Indes et procèdent à des essais de tissage mécanique (1855-56). La machine, une fois mise au point, est installée à Flixecourt. Les patrons font venir des ouvriers écossais pour démarrer l'exploitation. En quelques décennies, le nombre d'employés, de quelques dizaines au début, explose.
| Année | Ouvriers et salariés | Nb broches produites |
| ----- | -------------------- | -------------------- |
| 1900  | 7 200                | 46 000               |
| 1913  | 14 000               | 65 000               |
| 1938  | 7 000                | 85 000               |
| 1952  | 5 000                | 174 500              |

L'usine est électrifiée dès 1907. La ville appartient dans les faits à la famille Saint, qui organise l'habitat des employés (premiers lotissements vers 1870), installe l'eau courante, propose l'électricité aux habitants et met en place des commerces coopératifs (La Prévoyance), une « école industrielle » et des services sociaux (pharmacie, crèche en 1935, maternité en 1938),.
Les usines connurent divers mouvements sociaux, particulièrement au moment de la crise de 1934-1936, mais conservèrent une compétitivité jusqu'en 1952.

#### Déclin et fermeture des usines Saint Frères
Cette année-là, la toile industrielle connaît une crise de débouchés avec le développement des emballages en polymère qui fait s'effondrer en quelques années la demande en Europe. Les Saint mettent en vente les logements ouvriers. Les primes de compensation octroyées par les gouvernements successifs ne permettront pas une reconversion des emplois. De reventes (acquisition par la famille Willot en 1969, rachat de nouveau par Boussac-Saint Frères en 1982) en dépôts de bilan (banqueroute d'Agache-Willot en juin 1981), l'industrie poursuit son déclin jusqu'en 2004.
L'entreprise, qui  embauchait près de 1 000 salariés, est ainsi liquidée en 1981. Bernard Arnault, le repreneur, achève ce qui reste de l'industrie textile, donnant au secteur le surnom de vallée de la misère. 
La mise en service de l'Autoroute A16 (France) et de la sortie 21 à Flixecourt permettent à la ville de bénéficier d'un rebond économique, et de développer ses équipements tels que Le Chiffon rouge, la patinoire, le skate-park et de regagner des habitants.
En 2004, débute la production de l'usine DEFIAL (aujourd'hui BIGARD) de Flixecourt qui fabrique des produits élaborés à base de viande (steak haché, viande sous vide, tomates farcies) et emploie en 2008 près de 250 personnes.

## Politique et administration

### Rattachements administratifs et électoraux
La commune fait partie de l'arrondissement d'Amiens du département de la Somme, en région Hauts-de-France. Pour l'élection des députés, elle dépend depuis 1988 de la première circonscription de la Somme.
Elle faisait partie depuis  1793 du canton de Picquigny . Dans le cadre du redécoupage cantonal de 2014 en France, la commune devient le bureau centralisateur du nouveau  canton de Flixecourt.

### Intercommunalité
La commune était le siège de la communauté de communes du Val de Nièvre et environs, créée le 4 décembre 1992.
La loi portant nouvelle organisation territoriale de la République (Loi NOTRe) du 7 août 2015 prescrit, dans le cadre de l'approfondissement de la coopération intercommunale, que les intercommunalités à fiscalité propre doivent, sauf exceptions, regrouper au moins 15 000 habitants.
Dans ce cadre, la petite communauté de communes de l'Ouest d'Amiens (CCOA) n'atteignant pas le seuil requis devait fusionner avec une autre, et le schéma départemental de coopération intercommunale (SDCI) prévoyait que ce serait avec celle du Val de Nièvre et environs.
Cette fusion est intervenue le 1er janvier 2017, formant la communauté de communes Nièvre et Somme, dont Flixecourt est désormais le siège.

### Tendances politiques et résultats
Lors des élections municipales de 2014 dans la Somme, la liste PCF menée par le maire sortant René Lognon est la seule candidate, elle est donc élue en totalité, par 1 226 voix.
 Lors de ce scrutin, 36,95 % des électeurs se sont abstenus et 16,94 % des votants ont choisi un bulletin blanc ou nul.
Lors des élections municipales de 2020 dans la Somme, la liste PCF menée par le maire sortant Patrick Gaillard — qui avait succédé en 2016  à  René Lognon après sa démission — est la seule candidate, elle est donc élue en totalité par 654 voix.
Lors de ce scrutin marqué par la pandémie de Covid-19 en France, 68,27 % des électeurs se sont abstenus et 12 % des votants ont choisi un bulletin blanc ou nul.
Flixecourt est considéré comme un fief communiste, pour les municipales, et de La France insoumise (LFI) et de la Nupes pour les législatives (c'est la circonscription de François Ruffin, même si celui-ci a été conduit à quitter LFI), mais le Rassemblement National, comme dans la totalité de cette région picarde, renforce régulièrement sa position.

### Liste des maires
| Période                                  | Période                      | Identité                                | Étiquette | Qualité |
| ---------------------------------------- | ---------------------------- | --------------------------------------- | --------- | --- |
| Les données manquantes sont à compléter. |                              |                                         |           | |
| 1808                                     | 1821                         | Louis Croquoison de La Cour de Fief     |           | Ancien officier d'infanterie. Propriétaire. |
|                                          |                              | Alexandre-François-Joseph de la Derière |           | Ultérieurement nommé commissaire de police à Constantine |
| Les données manquantes sont à compléter. |                              |                                         |           | |
| 1919                                     | 1944                         | Étienne Dubourguier                     | Radical   | Artisan maçon, Conseiller général de Picquigny (1926 → 1940) |
| mai 1945                                 | mars 1965                    | Eugène Leclercq                         | Radical   | Médecin Conseiller général de Picquigny (1945 → 1964) |
| mars 1965                                | mars 1989                    | Roger Godard                            | PCF       | Instituteur |
| mars 1989                                | mars 2016                    | René Lognon                             | PCF       | Agent de maitrise Conseiller général de Picquigny (1994 → 2015) Conseiller départemental de Flixecourt (2015 → ) Président de la CC Val de Nièvre ( ? → 2016) Président de la CC Nièvre et Somme (2017 → ) Démissionnaire |
| mars 2016,                               | En cours (au 8 janvier 2023) | Patrick Gaillard                        | PCF       | Informaticien à l'INSEE Amiens Vice-président de la CC Nièvre et Somme (2020 → ) Réélu pour le mandat 2020-2026 |

### Distinctions et labels
Flixecourt a obtenu en 2010 le trophée de la ville la plus sportive de Picardie.

### Jumelages
- Puyoô (France) depuis 2012, autre ville marquée par l'entreprise Saint-Frères[51].

## Équipements et services publics

### Enseignement et petite enfance
- Le groupe scolaire Jacques-Prévert accueille l'école maternelle, qui compte en 2021 l'une des rares classes destinées aux moins de 3 ans dans la Somme[52].
- Le groupe scolaire Hector-Malot abrite l'école élémentaire.
- La cité scolaire publique Alfred-Manessier  constituée d'un collège classé Réseau d'éducation prioritaire (REP)  et d'un  lycée professionnel préparant à un bac Vente et commerce et un Accompagnement soins et services à la personne (ASSP) ainsi qu'au CAP Production et service en restaurations, accueillent les élèves pour la suite de leur scolarité. Ceux-ci étaient 440 environ à la rentrée 2022-2023[53].  Son internat d'excellence est reconstruit en 2022/2023[54]. Le collège dispose d'un orchestre[55].
- La maison familiale rurale (MFR) de Flixecourt propose notamment un BTS « SP3S » (service et prestation des secteurs sanitaire et social)[56].
- L'école primaire et le collège privés Notre-Dame complètent le dispositif pédagogique local[57].

Par ailleurs, une crèche, construite par la ville en 2017 et gérée par l'intercommunalité, est agrandie en 2023,.

### Solidarité et emploi
Le guichet emploi, créé en 1999 par la commune dans le contexte de la chute de Boussac Saint-Frères et les vagues de licenciement qui ont suivi, équipement repris depuis par l'intercommunalité, accueille les chômeurs et les accompagne dans la recherche d'emploi en leur évitant d'avoir à se rendre dans les bureaux de Pôle Emploi à Doullens ou à Amiens, ou attendre une permanence.
Une antenne du secours populaire français ouvre en février 2021 à Flixecourt.

### Santé
Le Château blanc accueille un foyer de vie pour adultes présentant des troubles psychiques

### Équipements sportifs
La commune compte de nombreux équipements sportifs : un terrain de football synthétique, une patinoire, un dojo, une salle de tennis de table, des terrains de paddle et de tennis, un skate park, ainsi qu'une plaine de loisirs et un parcours santé, aménagés en 2021,...
La patinoire l'Iceberg a été mise en service en 2014. Sa surface de glisse est changée en 2023,.
La communauté de communes a réalisé en 2021  un centre aquatique, l'Aqua N & S de Flixecourt, et envisage la création d'un bassin extérieur,.

## Population et société

### Démographie
L'évolution du nombre d'habitants est connue à travers les recensements de la population effectués dans la commune depuis 1793. Pour les communes de moins de 10 000 habitants, une enquête de recensement portant sur toute la population est réalisée tous les cinq ans, les populations de référence des années intermédiaires étant quant à elles estimées par interpolation ou extrapolation. Pour la commune, le premier recensement exhaustif entrant dans le cadre du nouveau dispositif a été réalisé en 2004.

En 2022, la commune comptait 3 247 habitants, en évolution de +3,34 % par rapport à 2016 (Somme : −1,26 %, France hors Mayotte : +2,11 %).
| 1793  | 1800  | 1806  | 1821  | 1831  | 1836  | 1841  | 1846  | 1851  |
| ----- | ----- | ----- | ----- | ----- | ----- | ----- | ----- | ----- |
| 1 218 | 1 167 | 1 427 | 1 499 | 1 640 | 1 714 | 1 729 | 1 774 | 1 704 |

| 1856  | 1861  | 1866  | 1872  | 1876  | 1881  | 1886  | 1891  | 1896  |
| ----- | ----- | ----- | ----- | ----- | ----- | ----- | ----- | ----- |
| 1 615 | 1 803 | 1 881 | 1 953 | 2 007 | 2 091 | 2 155 | 2 386 | 2 892 |

| 1901  | 1906  | 1911  | 1921  | 1926  | 1931  | 1936  | 1946  | 1954  |
| ----- | ----- | ----- | ----- | ----- | ----- | ----- | ----- | ----- |
| 3 264 | 3 454 | 3 731 | 3 091 | 3 100 | 2 950 | 2 822 | 2 961 | 3 137 |

| 1962  | 1968  | 1975  | 1982  | 1990  | 1999  | 2004  | 2006  | 2009  |
| ----- | ----- | ----- | ----- | ----- | ----- | ----- | ----- | ----- |
| 3 285 | 3 459 | 3 546 | 3 276 | 2 931 | 2 978 | 3 079 | 3 105 | 3 222 |

| 2014  | 2019  | 2022  | - | - | - | - | - | - |
| ----- | ----- | ----- | - | - | - | - | - | - |
| 3 189 | 3 237 | 3 247 | - | - | - | - | - | - |

Le village comptait 675 habitants en 1698, 698, en 1726, 705, en 1772.
L'installation de l'industrie textile à Flixecourt, avec les « Éts Saint Frères », a marqué la ville de façon indélébile, et la démographie traduit la croissance et le déclin de cette activité.
Les habitants de Flixecourt sont des Flixecourtois ou Flixecourtoises.

### Manifestations culturelles et festivités
- La fête locale a lieu début octobre[71].

- Le festival du pipasso (la cornemuse picarde)  de Flixecourt et Abbeville, la quinzième édition a lieu fin octobre 2022[72].

- La réderie d'automne, considérée comme la seconde plus importante de la Somme, la 36e édition a eu lieu le 16 octobre 2022[73].

### Sports et loisirs
La commune compte plusieurs associations sportives :
- Le SCF (Sporting Club de Flixecourt). Une association de football évoluant en Départemental 1
- L'ANBB (Association de la Nièvre de Basket-Ball) : le club regroupe les communes de Flixecourt, Saint-Ouen, Ville-le-Marclet et Domart-en-Ponthieu.
- Le Hockey Club de Flixecourt.
- Le Judo Club de Flixecourt.
- Le club d'escalade.
- Le Tennis Club Flixecourt, créé en novembre 1991[74].
- Le club de badminton.
- Le club de tennis de table de Flixecourt/Ville-le-Marclet.
- Le club de cyclisme de Flixecourt.
- L'association de zumba et de gymnastique douce.
- Le club "Whoops" de moto-cross de Flixecourt.
- Les Dauphines de Flixecourt - Majorettes.
- Les Francs Pêcheurs de Flixecourt.

## Économie
Malgré la disparition de l'activité textile, les activités tertiaires notamment le commerce et l'artisanat se sont quelque peu développées, tout comme les activités d'enseignement, de formation professionnelle et de loisirs. L'échangeur de l'autoroute A16 a permis la création d'une zone d'activités à proximité.
Un supermarché ALDI est construit en 2023, remplace un ancien Leader Price et un précédent magasin ALDI maintenant occupé par un magasin Action

## Culture locale et patrimoine

### Lieux et monuments

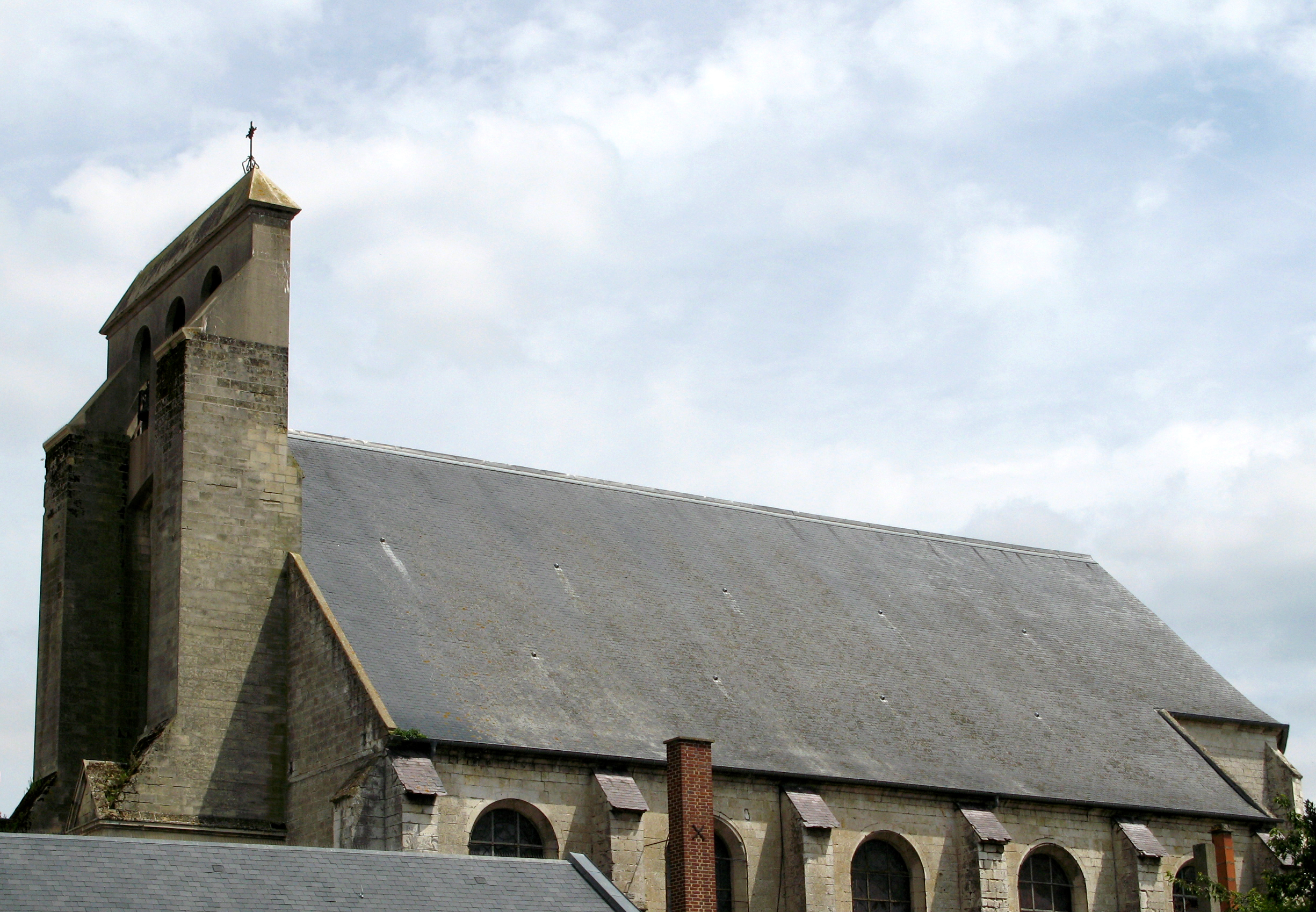
L'église, malgré son absence de clocher classique, peut être aperçue depuis certaines rues de la localité.

La ville possède un patrimoine architectural remarquable, typique de la première révolution industrielle. Malheureusement, l'entretien de tous les édifices n'est pas à la hauteur des finances publiques, les dégradations sont inévitables. Quelques constructions ont pu être préservées en les convertissant en édifices publics.
- L'imposant château Saint dit « Château de la Navette » (architecte Paul Delefortrie), avec son parc arboré, est une demeure industrielle privée mais qui propose des horaires d'ouverture au public.
- Le château Blanc est  construit en 1913 pour Alice Saint par l'architecte Charles Bourgeois en pierres de taille dans le goût néoclassique de la fin du XVIIIe siècle.
Vers 1975, le château devient un hôtel, puis est transformé en 1990 pour devenir l'actuel  foyer de vie pour adultes en situation de handicap.
Un incendie ravage les combles  et les étages en 2005. L'équipement, restauré, bénéficie désormais d'un bâtiment d'hébergement[62],[76].

- Le château Rouge : le bâtiment de style néo-Louis XIII en brique et pierre, est composé d'un corps central à sept travées, flanqué de deux pavillons de deux travées en avant-corps. Au nord, le « château » qui abritait l'école ménagère, est prolongé par une basse-cour avec un bâtiment principal en brique surmonté d'un pigeonnier octogonal à flèche[77].
- Le Château Hesse : François-Hyacinthe de Crocquoison de la Cour de Fiefs, garde du corps du roi et seigneur de la Cour de Fiefs et d'une partie de Flixecourt devient propriétaire, en 1775, d'un château féodal construit en 1598 par Louis de la Marsonnière. Il tombe en ruine après la Révolution Française. Marie-Auguste de Crocquoison, petits fils de François-Hyacinthe et époux d'Eugénie Hesse fait construire à sa place en 1820  un château de style néo-classique, dans le prolongement de la rue de Bourdon. En 1865, Charles François Alexandre Hesse (1807-1889) fait agrandir la maison héritée de sa sœur, lui donnant l'aspect d'un château. 
Le détournement de la route lui permit de faire aménager un parc autour de sa résidence, complétée par des communs construits selon un plan circulaire. 
Le château est formé de deux bâtiments juxtaposés construits à deux moments différents. La partie la plus ancienne, de plan allongé, a une façade en brique. La façade côté jardin est ornée d'un portique de style néoclassique et d'un balcon. La partie plus récente est composée d'un pavillon de style néo-Louis XIII, en brique et pierre. Une orangerie est ajoutée en 2017.
Le château, toujours privé, est utilisé lors d'évènements divers (mariages, conférences, séminaires...) et peut accueillir jusqu'à 300 personnes[78],[79].

- L'Église Saint-Léger, datant à l'origine du XIVe siècle et refaite au XVIIIe siècle. Le clocher, qui était une tour carrée. du XIVe siècle, avec couronnement de la fin du XVe siècle, s'effondre partiellement en 1940, il est reconstruit en 1956 dans un style qui rappelle celui de l'église Saint-Médard de Longueau[80]

En 1919, on mentionne qu'elle est constituée de « trois nefs séparées par des arcades en plein cintre, supportées par des colonnes cylindriques sans moulures. On remarque deux jolies crédences de style Louis XV, une chaire en bois sculpté du XVIIIe siècle, venant de l'abbaye de Berteaucourt-les-Dames et portant en écusson une tour surmontée d'une couronne de marquis à fleurons et perles alternés ».
- Les bâtiments de La Prévoyance, situé près de la voie ferrée, sont construits en brique, en 1910, par l'architecte Anatole Bienaimé. La Société coopérative « La Prévoyance » est inaugurée en janvier 1911, par Pierre Saint[81].
- L'ancienne gare (construite en 1874).
- L'usine Saint Frères.
- L'ancienne mairie : bâtie en 1827, sur les plans de Jean-Baptiste Marest, architecte amiénois, c'est un bâtiment de style néoclassique, construit en craie. La façade principale se compose d'un petit péristyle à deux colonnes doriques[82].
- La « villa Mon Abri », aujourd'hui la mairie.
- Le moulin Basile, moulin à vent en pierre, construit en 1776[28], a cessé de fonctionner avant la Première Guerre mondiale[83] et a été rénové.

Un patrimoine remarquable
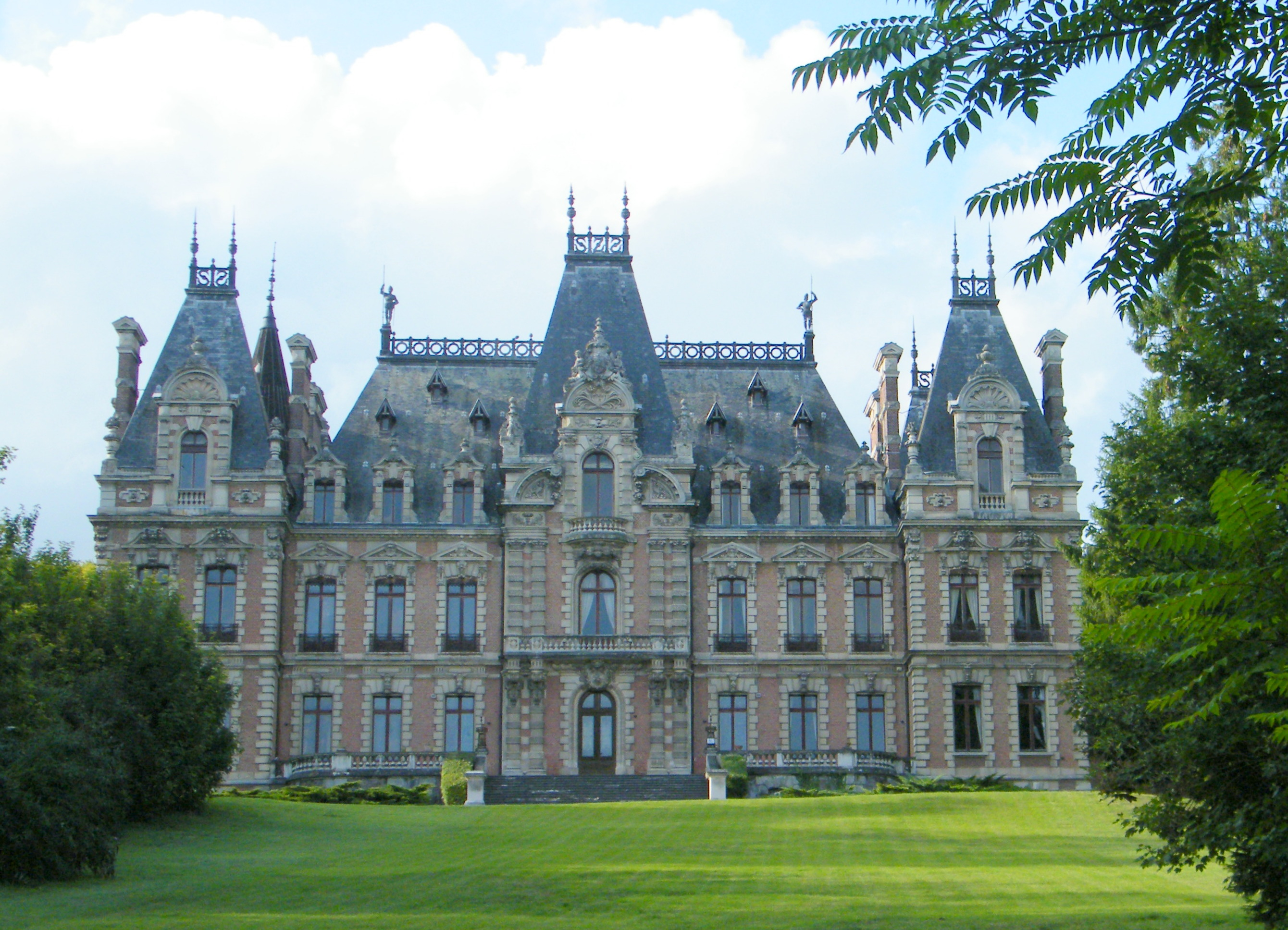
Château de la Navette.
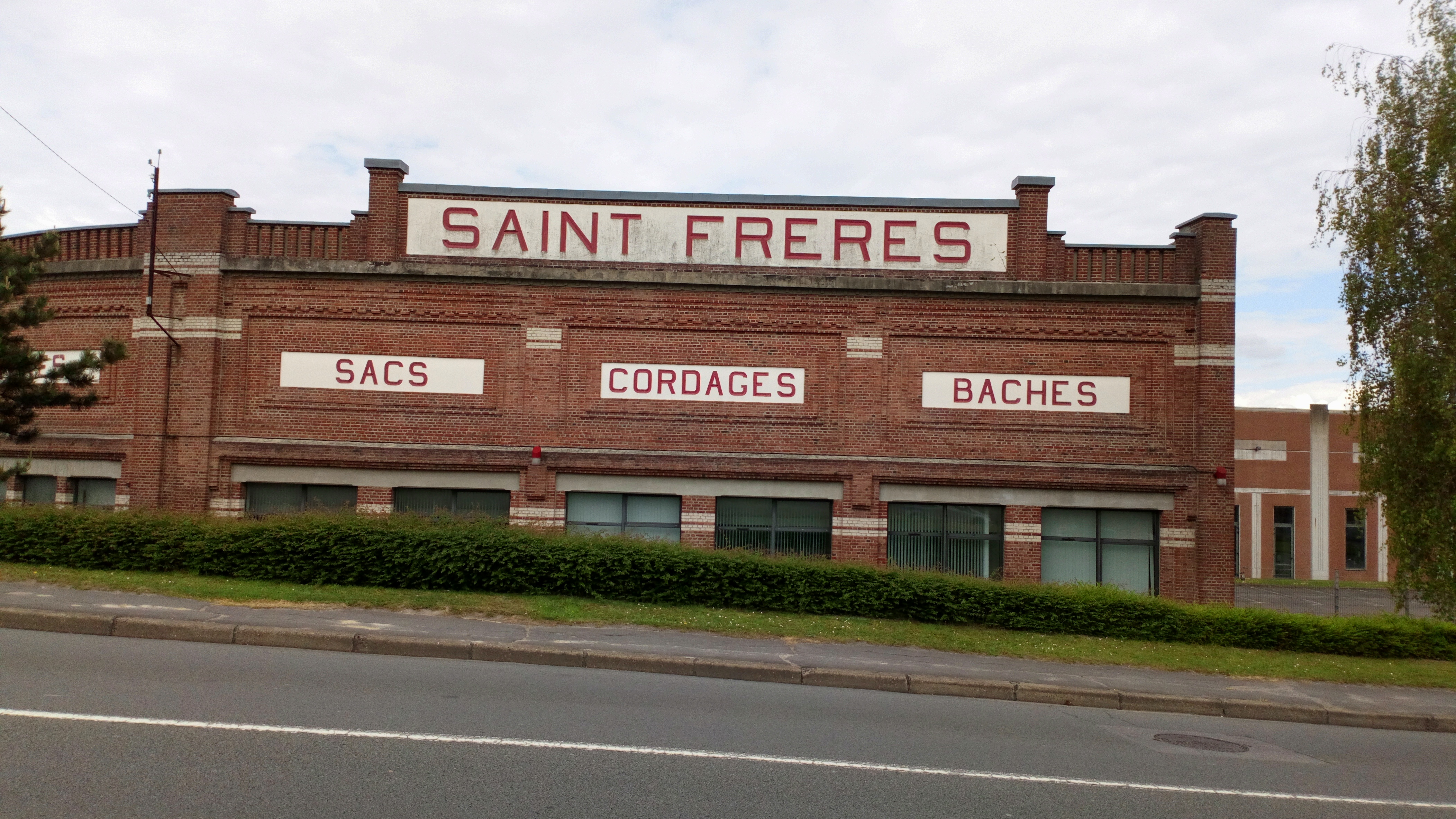
Usines Saint Frères.
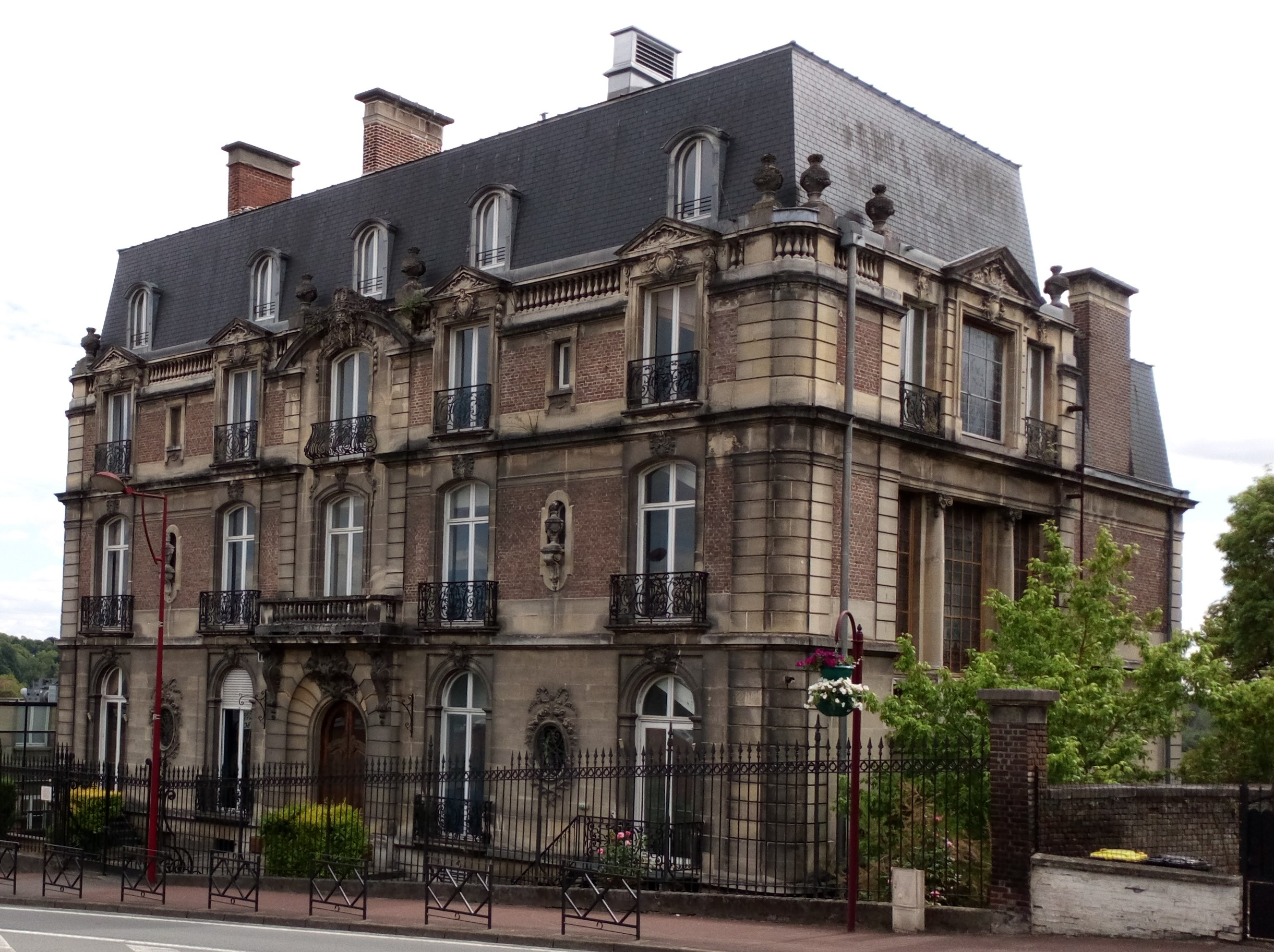
Château Blanc.
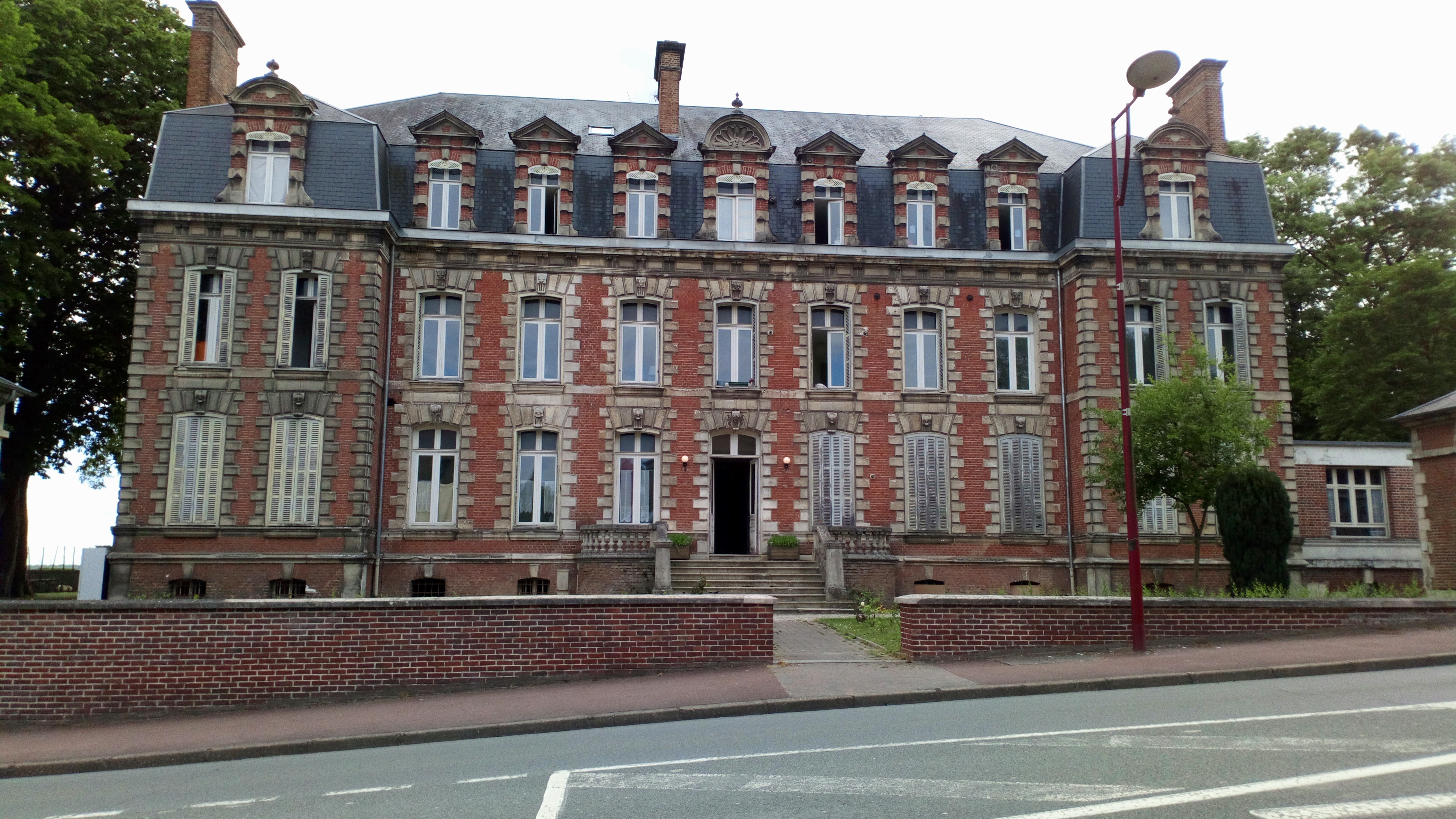
Château Rouge.
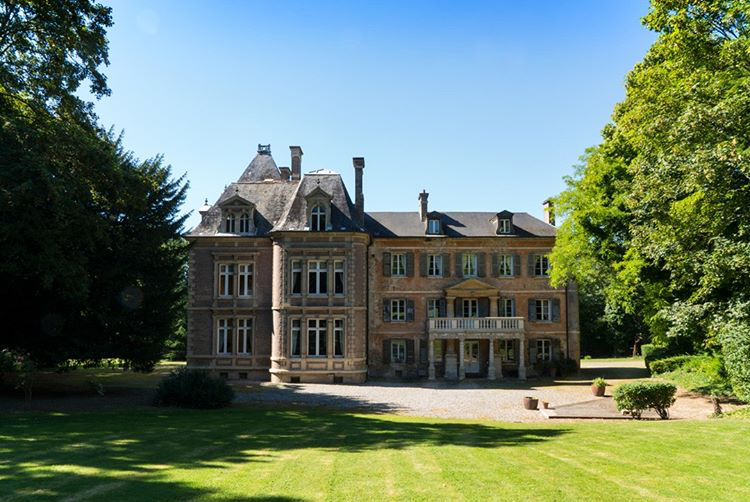
Château Hesse.

### Personnalités liées à la commune
- Les châtelains d'Amiens étaient seigneurs de Flixecourt sous l'Ancien Régime[84]
- Jean-Marie Verselle (1945-1999), comédien, auteur, metteur en scène et chanteur français né à Flixecourt.
- Teddy Bertin (1969- ), footballeur né à Flixecourt.
- Philippe Ermenault (1969- ), coureur cycliste né à Flixecourt.

### Flixecourt dans les arts et la culture
Une partie du roman d'Hector Malot En famille se déroule à Flixecourt.

### Héraldique
| Blason de Flixecourt | Blason  | De gueules à trois chevrons de vair. Ornements extérieursCroix de guerre 1939-1945 avec étoile de bronze. Citation décernée à 137 communes de la Somme : « Pour les actes de courage, d'abnégation et de résistance face à l'occupation. Pour les morts et les destructions suite aux violents combats de 1940 et les bombardements de 1944. Pour les habitants tués ou déportés ».                                          |
| Blason de Flixecourt | Détails | Au début du XIIIe siècle, Renaut d'Amiens accorda une charte communale aux habitants de Flixecourt. Ces armoiries figurent sur une plaque en hommage aux bienfaiteurs de la commune, apposée, vers 1920, au pignon de l'ancienne mairie. La commune a repris les armes de la famille de Vignacourt-Flixecourt issue des châtelains d'Amiens, dont plusieurs sceaux sont conservés aux Archives départementales de la Somme,. |

## Pour approfondir